# Будинок Льео-і-Морера
41°23′28″ пн. ш. 2°09′56″ сх. д. / 41.391244444444° пн. ш. 2.1655277777778° сх. д.
Будинок Льео-і-Морера (ісп. CasaLleoMorera) — будівля, спроектована відомим архітектором Луїсом Доменеком-і-Монтанером, який працював у стилі модерн. Будівля розташована за адресою Passeig de Gràcia 35 в районі Ешямпле в Барселоні.

## Історія
У 1902 році Франческа Морера доручила Луїсу Доменеку-і-Монтанеру реконструювати будинок Рокамора, побудований в 1864 році. Вона померла в 1904 році. Будівля була названа на честь її сина Альберта Льео-і-Морера.
Будівля вважалася одним з кращих зразків архітектури модернізму, але прихильники новесентизму внесли кілька змін до первинної структури. У 1943 році Raimon Duran i Reynals підписав проект реконструкції першого поверху, розроблений Франсіско Феррером Бартоломе за завданням модного бренду Loewe для відкриття магазину. Цей проект включав усунення модерністських вікон і жіночих модерністських скриньок з рослинами на першому поверсі, створених Еусебі Арнау. Пізніше доглядач будівлі відновив жіночі голови. Вони були продані Сальвадору Далі, який встановив їх у внутрішньому дворику Театру-музею Далі в Фігерасі.
У середині 1980-х архітекторові Оскару Тускетсу доручили відновити будівлю. У верхній частині конструкції були відновлені пінаклі, які сильно пошкодили кулемети під час громадянської війни в Іспанії. Будівля зазнала чергової реставрації в 1992 році, її придбала компанія Нуньєс-і-Наварро в 2006 році, відповідальна за ще одну реставраційну операцію.
У квітні 2012 року була завершена остання реставрація першого поверху. Були відновлені деякі елементи, такі як в'їзд для карети, кілька колон і мозаїка.

## Особливості будівлі
Будинок розміщений на розі вулиці Carrer del Consell de Cent і є однією з трьох важливих будівель барселонського «Блоку розбрату» (Illa de la Discòrdia). Це єдина будівля в цьому кварталі, відзначена нагородою міської ради Барселони.
Будівля — результат співпраці кількох художників з Луїсом Доменеком-і-Монтанером: Луїс Бру і Маріо Маральяно були відповідальними за мозаїку, Еусебі Арнау створив скульптури, Антоні Серра-і-Фітеро розробив кераміку, а Гаспар Хомар розробив декор і меблі. Вважалося, що сім'я Морера хотіла залишити слід свого родоводу з постійними посиланнями на власне прізвище (Морера англійською означає тутове дерево) в оздобленні. Деякі приклади — тутове дерево, яке росте у внутрішньому дворику, мотиви тутового дерева на дверних ручках або портрети Антоні Серри на другому поверсі.
Фасад і перший поверх будівлі були прикрашені різноманітними модерністськими орнаментами. Вхід до будівлі оточували скульптури Еусебі Арнау, які представляли дві пари жіночих фігур з вазами. Ці скульптури були встановлені на подвійних парах колон з рожевого мармуру, а під галереєю першого поверху можна було знайти інші жіночі голови. На першому поверсі, крім вікон, також можна знайти дві пари жіночих фігур, які демонструють кілька об'єктів, пов'язаних з технологічними вдосконаленнями, здійсненими в той період, таких як фонограф, електрична лампочка, телефон та фотоапарат. Офіційний літописець Барселони Луїс Перманьер заявив, що ця будівля схожа на «масштабний Палац каталонської музики».